# NK Podgrađe
NK Podgrađe je nogometni klub iz Podgrađa.
U sezoni 2020./21. se natječe se u 3. ŽNL Vukovarsko-srijemska NS Vinkovci.

## Povijest
Klub je osnovan 1932. godine. Godine 1946. dolazi do obnavljanja kluba pod imenom FD Bratstvo-Jedinstvo Podgrađe. Od 1952. do 1991. godine, nosio je ime NK Bratstvo Podgrađe, nakon toga mijenja ime u današnje - NK Podgrađe.